# Asparagus lecardii
Asparagus lecardii là một loài thực vật có hoa trong họ Măng tây. Loài này được De Wild. mô tả khoa học đầu tiên năm 1904.